# مارک استرنج
مارک استرنج (انگلیسی: Mark Strange؛ زادهٔ ۸ اکتبر ۱۹۷۳) بازیگر، تهیه‌کننده فیلم و رزمی‌کار اهل بریتانیا است.
از فیلم‌ها یا مجموعه‌های تلویزیونی که وی در آن‌ها نقش داشته‌است، می‌توان به مدالیون، جکی و خون‌آشامان و بتمن آغاز می‌کند اشاره نمود.